# Kammerspiele (Theatergruppe)
Die Theatergruppe Kammerspiele war eine Gruppe des deutschsprachigen Emigrantentheaters, die der emigrierte deutsche Theaterregisseur Karl Löwenberg in den 1940er Jahren in Quito in Ecuador gründete. Sie zählte mit der Freien Deutschen Bühne in Buenos Aires und der Theatergruppe Die Komödie in Montevideo zu den bekanntesten deutschsprachigen Emigrantentheatern in Südamerika.

## Gründung
Der Titel eines Vortrages von Löwenberg lautete „Das Theater als Kulturgut“; in Klammern steht unter dem Titel „Jüdische Theaterleiter und Schauspieler“, er selber wird als Oberregisseur vorgestellt. In einer zeitgenössischen Rezension hieß es: „Der Vortragende verfechtet die Auffassung, daß die hiesige jüdische Gemeinde sich der Pflege der jüdischen Theaterkunst widmen und in regelmäßigen Abständen Darstellungen jüdischer Dichter stattfinden sollten. Nur auf diese Weise könnte es gelingen, das Kulturleben aufrecht zu erhalten und die Jugend, die echtes Theaterleben nie kennengelernt habe, fruchtbare Anregungen zu vermitteln.“
Es wurde ein Komitee zur Vorbereitung von Theaterabenden gegründet, doch die erste Vorstellung fand nicht als Theater der Jüdischen Gemeinde statt, sondern als Theater des Movimiento. Die Gruppe nannte sich Das Spiel und führte im Clubhaus des Movimiento Ende August oder Anfang September 1943 Einakter von Hugo von Hofmannsthal (Die Frau im Fenster) und Arthur Schnitzler (Anatols Hochzeitsmorgen) auf. Die drei Rollen in dem Stück von Hofmannsthal spielten Hildegard Löwenberg, Huberta Reuscher-Heimann und Karl Löwenberg; in dem Schnitzler-Stück traten ausschließlich Laienschauspieler auf.
Die Gruppe Das Spiel scheint im Clubhaus des Movimiento nur noch zwei weitere Stück aufgeführt zu haben, nämlich im Dezember 1943 Lady Windermeres Fächer von Oscar Wilde, und danach Anton Tschechows Einakter Der Heiratsantrag. Parallel dazu fand offenbar hinter den Kulissen ein Umstrukturierungs- und Klärungsprozess statt, aus dem ein neues Theater und ein neuer Spielort hervorgingen: Die Kammerspiele Quito. Freies Unabhängiges Theater, die fortan in einem Raum des Privathauses der Familie Löwenberg spielten. Nach einem Artikel im Demokratisches Deutschland vom Oktober 1944 sollte der Untertitel „darauf hinweisen, daß die Leitung sich von jeder politischen Bindung losgesagt hat und nur künstlerische Ziele verfolgen will“. Ob sich Löwenberg damit auch von seiner Mitgliedschaft im Movimiento lossagte beziehungsweise von dessen Hinwendung in Richtung Komitee Freies Deutschland, ist nicht überliefert.
Am 1. Oktober 1944 fand die erste Aufführung des neuen Theaters an seinem neuen Spielort statt, wo etwa 60 Zuschauer Platz fanden. Als Eröffnungsstück wurde Oscar Wildes The Importance of Being Earnest (Burnbury) gespielt. Ihm vorangestellt war ein Prologgedicht von Hans Heiman, das „sich mit der Frage auseinandersetzte, wieso in diesen Zeiten des Grauens die Eröffnung eines Theaters ihre Berechtigung habe“. Die letzte Strophe lautete: „Und wie in Furcht und Mitleid heut Sie mit erleben/All der Bedrückten Not, den Jubel der Befreiten,/So mag die Lebensbilder, die wir wiedergeben/Ihr menschlich anteilnehmend Mitgefühl begleiten./Vom Druck des Alltags soll befreiend Sie erheben/Der Bühne Spiegel Anblick eigner Menschlichkeiten:/Daß sich in solcher Zeit der Mensch auf sich besinne/Ist unser Ziel und Wunsch. Wohlan! Das Spiel beginne!“

## Akteure der Anfangszeit
Das Ensemble bestand zunächst bis auf Huberta Reuscher-Heiman und Hildegard Löwenberg aus Laiendarstellern. Patrik von zur Mühlen spricht in diesem Zusammenhang davon, dass die Bühne in Quito „trotz der Mitwirkung von professionellen Schauspielern und Regisseuren niemals den Rahmen eines Liebhabertheaters überschritten“ habe, und „die Umwandlung in ein sich selbst tragendes, selbständiges Theater angesichts der vergleichsweise geringen Zahl von Emigrantenvon vornherein auszuschließen war. Allerdings organisierte Regisseur Karl Löwenberg später auch spanischsprachige Aufführungen für ein breiteres Publikum und unterbreitete mit der von ihm gegründeten Schauspielschule in Quito auch Einheimischen ein Angebot.“ In der Emigrantenpresse wurde ausdrücklich davor gewarnt, angesichts der erzielten Leistungen von Dilettanten-Theater zu sprechen. Man verglich die Ausbildung an den Kammerspielen selbewusst mit der „Schulung in den europäischen Theatern“ und verwies darauf, dass „die bedeutendsten russischen Theater auf diese Weise entstanden“ seien. Löwenbergs Inszenierungen, „seine auf Tempo und Kontrastierung setzende Regieleistung“, fanden Anerkennung.
Zum Kern des Ensembles zählten Gerti Goldmann Außer, die eine „tragende Rolle“ innehatte; sie verließ Quito im Jahr 1948. Als einer der Star des Ensembles galt Vera-Kohn-Kagan (1912–2012). Inge Friedberg wurde von Wenzel Goldbaum zusammen mit Huberta Reuscher-Heiman, Vera Kohn-Kagan und Gerti Goldmann „als ein Quartett weiblicher Spielkräfte, um das manche große Bühne das Ensemble beneiden könne“ bezeichnet. Als „herausragende Schauspieler jener Anfangsjahre“ wurden René Taube und Renate Aron genannt.
Weitere Schauspieler dieser Kerntruppe kamen fast alle aus dem Umfeld der Jüdischen Gemeinde. Egon Schwarz kam auf seiner Odyssee durch Südamerika 1945 Quito. Er selbst schrieb dazu:„Ich habe als Schauspieler an einem Emigrantentheater mitgewirkt, wo wir von Curt Götz bis zurück zu Schiller alles, was lustig oder bühnenwirksam ist im deutschen Drama, aufführten.“
Ein auf einem völlig anderen Gebiet ausgewiesener Fachmann war Heinrich Tietz, der ab 1948 „vor allem mit komischen Rollen hervortrat“. 1940 wurden die Laboratorios Industriales Farmacéuticos Ecuatorianos (LIFE) gegründet, die nach Kreuter in den 1940er Jahren das größte von Immigranten gegründete Unternehmen in Ecuador waren. Die eng mit staatlichen Stellen zusammenarbeitende Firma sollte mit ihren pharmazeutischen Laboratorien dazu beitragen, „die Gesundheitsversorgung der Bevölkerung zu verbessern und die völlige Abhängigkeit von importierten Medikamenten abzubauen. Es gab bis dahin nur einige kleine Laboratorien, die wenige Medikamente herstellten. Schlieíšlich standen 1937 Gelder zur Verfügung, um die notwendige Ausrüstung in Deutschland zu erwerben und den Chemiker und Pharmazeuten Heinrich Tietz, der aus rassischen Gründen von der Berliner Firma ›HAGEDA‹ entlassen worden war, zu engagieren. Tietz kam im März 1938 in Ecuador an und installierte in mühsamer Kleinarbeit, fast nur auf sich allein gestellt, die aus Deutschland angekommene Ausrüstung und begann mit der Produktion einiger Medikamente. Er blieb bis zu seinem frühen Tod 1965 der verantwortliche Pharmazeut, dessen Hauptaufgabe auf dem Gebiet der Galenik lag, dem Prozeß, bei dem die Wirkstoffe in eine Form gebracht werden, die sie für den menschlichen Körper verwertbar machen.“
Als einen weiteren Regisseur der Anfangszeit erwähnt Kreuter Gerardo Gotthelf, einem Musikwissenschaftler, der vorrangig Musikstücke in Szene gesetzt haben dürfte. Er zeichnete im Dezember 1945 verantwortlich für einen Festlichen Chanukka-Abend, bei dem unter anderem Partien aus Georg Friedrich Händels Oratorium Judas Maccabaeus aufgeführt worden seien, „gespielt und gesungen von einem aus Musikliebhabern und Musikern der jüdischen Gemeinde und des Konservatoriums zusammengesetzten Chor und Orchester“. Danach zeichnete er Anfang 1946 zusammen mit Karl Löwenberg verantwortlich für die Aufführung von Jean Racines Tragödie Esther. „Im Juni 1946 verabschiedete sich Gotthelf mit der Inszenierung von Szenen aus Fromental Halévys Oper Die Jüdin. Gotthelf ging zunächst nach Uruguay und starb 1949 in der Schweiz.“
In Bernhard Hetzenauers Dokumentarfilm erwähnt Vera Kohn, dass auch ihr Mann, Karl Kohn, in die Theaterarbeit involviert gewesen sei: er habe Kulissen gemalt. Kreuter erwähnt als Bühnenbildner allerdings nur Werner Rosenthal, der dies in der Anfangszeit der Kammerspiele getan habe, und Oswaldo Guayasamín, der 1947 Bühnenbilder gestaltet habe.

## Repertoire
In den Anfangsjahren bis Mai 1948 wurden etwa dreißig Stücke in deutscher Sprache aufgeführt, etwa alle zwei Monate eine neue Inszenierung. Zum Repertoire zählten größtenteils Lustspiele und Komödien, meistgespielte Autoren waren Franz Molnar, Arthur Schnitzer, Anton Tschechow und George Bernard Shaw. Abgesehen von je einer Aufführung von Molière, Racine, Kotzebue und Schiller (Kabale und Liebe als einziges klassisches Drama), wurden Werke von Autoren der zweiten Hälfte des 19. sowie des 20. Jahrhunderts aufgeführt. Die Beschaffung deutschsprachiger Bühnentexte gestaltete sich problematisch. Im August 1945 schrieb Löwenberg deshalb zunächst an Albert Maurer (1890–1969) in Montevideo, wo dieser im September 1941 zusammen Fred Heller (1889–1949) Die Komödie aufgebaut hatte, sowie im März an Paul Walter Jacob in Buenos Aires: „Ich habe hier ein kleines Kammertheater (deutsch), aber wir leiden sehr unter dem Mangel an Stücken. […] Würden Sie nicht die große Liebenswürdigkeit haben, mir auf meine Kosten je ein Exemplar von Dreimal Hochzeit, Die fünf Frankfurter und Dreigroschenoper zu senden? Die Sachen würden Ihnen, nachdem ich sie habe abschreiben lassen, sofort wieder zugehen.“ Das Stück Die fünf Frankfurter, eine „historisierende Komödie von Carl Rössler“ um die fünf Söhne von Mayer Amschel Rothschild, wurde wie viele ähnliche Stücke auch, vermutlich aus Mangel an zeitgemäßen Stoffen aufgeführt. Das änderte sich erst ab etwa 1948.
Im April 1948 begann die neue Spielzeit mit Stücken von Hugo von Hofmannsthal und Georges Courteline. Im Mai 1948 kam „zum erstenmal ein zeitgenössisches französisches Drama zur Aufführung, »Die Wilde« von Jean Anouilh, der ein Jahr später »Antigone« folgte und kurz darauf die Komödie »Die ehrbare Dirne« von Jean Paul Sartre.“ In der Antigone-Aufführung hatte Löwenberg neben der Regie auch noch die Rolle eines Sprechers übernommen; die Titelrolle spielte Vera Kohn-Kagan, René Taube gab den Kreon.
Auch politischere Stücke gelangten zur Aufführung. Allerdings fanden sich Gegenwartsprobleme häufig in Veranstaltungen wieder, die die Kammerspiele außerhalb ihres regulären Spielplans gestalteten. Es handelte sich dabei häufig nicht um Theateraufführungen, sondern um Kleinkunst- und Rezitationsabende oder Lesungen, die auch an anderen Spielstätten stattfanden. Anlässlich einer Sonderveranstaltung Lessing 1945 wurde Löwenberg attestiert, dass er mit seinem Theater nicht nur amüsieren wolle, und im Dezember 1945 fand in den Kammerspielen eine Uraufführung zu einem dezidiert politischen Thema statt. Es handelte sich dabei um eine szenische Lesung von Wenzel Goldbaums Drama Dorothea erzieht die Deutschen. „In vier Akten hatte Goldbaum seine Vorstellung von der Sinnlosigkeit, das deutsche Volk zur Demokratie erziehen zu wollen, entwickelt. Wie in den politischen Debatten brachte er hier seine These zum Ausdruck, daß es das »andere Deutschland« nicht gebe.“
Etwas verworren ist die Geschichte um eine Aufführung aus dem Jahre 1945. Die in New York erscheinende Emigrantenzeitschrift Aufbau berichtete am 13. Juli 1945 auf Seite 8: „Der frühere deutsche Regisseur Dr. Karl Löwenberg hat in Quito, Ecuador, ein Kammerspieltheater errichtet, in dem er kürzlich Szenen aus Bert Brechts 'Leben der Herrenrasse' und aus Ferdinand Bruckners 'Die Befreiten' zur Aufführung gebracht hat.“ Exakt dies, allerdings ohne Bezug auf den Aufbau-Artikel, wiederholte auch Fritz Pohle. Kreuter zitiert dagegen das Demokratische Deutschland vom Januar 1945, in dem Löwenberg vorgeworfen wurde, er hielte das Stück Das Leben der Herrenrasse, das in dem Artikel alleine Brecht zugeschrieben wird, für überholt. Kreuter lässt offen, ob das Stück gespielt wurde. Da der Aufbau-Artikel aber ein halbes Jahr nach dem Artikel im Demokratischen Deutschland erschienen ist, muss man wohl davon ausgehen, dass Löwenberg das Stück doch zur Aufführung gebracht hat. Brechts Leben der Herrenrasse steht in dem Falle für die 1942/43 entstandene amerikanische Fassung seines Stückes Furcht und Elend des Dritten Reiches, die in den USA unter dem Titel The Private Life of the Master Race zur Aufführung kam.
Vermutlich ist der zuvor zitierte Vorwurf aus dem Demokratische Deutschland eher vor dem Hintergrund von Forderungen des Komitees Freies Deutschland zu sehen, Theater zu expliziten politischen Stellungnahmen zu bewegen, sich in dessen Sinne antifaschistisch zu äußern, das heißt eine prokommunistische Politik zu propagieren. Ob sich Löwenberg im Zusammenhang mit dem Brecht-Bruckner-Stück diesem Druck gebeugt hat, ist nicht zu klären. In den Kammerspielen fanden in der Regel aber derartige Appelle nach einem politischeren Theater kein Gehör. Kreuter verweist stattdessen auf dortige Veranstaltungen zu eher „politisch-philosophischen Zeitfragen“, so aus Anlass von Goethes 200. Geburtstag im Jahre 1949 oder zum Gedenken an den 1950 verstorbenen George Bernard Shaw im Februar 1951.
Sehr gegenwartsbezogen war allerdings ein Stück, das im August 1950 aufgeführt wurde: Igal Mossinsohns Drama In den Steppen des Negev. Das Stück spielt im Jahre 1948 in einem von palästinensischen Arabern eingeschlossenen Kibbuz und wollte Israel als einzigen diskriminierungsfreien Zufluchtsort für Juden zeigen. „Obwohl der Aufführung, die von der zionistischen Organisation finanziert wurde, wochenlange Proben vorausgingen, wurde das Stück nur einmal im Teatro Espejo in Quito vor ausverkauftem Haus aufgeführt.“
Das Jahr 1951 markierte einen Einschnitt in der Geschichte der Kammerspiele. Bis dahin waren etwa 50 Stücke aufgeführt worden, doch „1951 hatten die Kammerspiele als deutschsprachiges Theater praktisch aufgehört zu existieren“.

## Umbenennung in Teatro de Camara
Einen ersten Versuch in spanischer Sprache wagten die Kammerspiele im Sommer 1946 mit der Aufführung von Blanca Nieves y los Siete Enanos – Schneewittchen und die sieben Zwerge. Dem folgte 1947 eine Aufführung im Teatro Nacional Sucre unter Mitwirkung von ecuadorianischen Schauspielern. Gespielt wurde Nora oder Ein Puppenheim von Henrik Ibsen mit Gerti Goldmann in der Titelrolle.

Programmzettel einer Aufführung am Teatro Experimental Universitario mit einem Bild von Vera Kohn (um 1951)

Kreuter zählt es zu den besonderen Leistungen Löwenbergs, „in Quito ein Theater europäischen Stils in spanischer Sprache aufzubauen“. Das Ibsen-Stück sei der erste Schritt in diese Richtung gewesen. Damit einher ging auch ein Abschied von den bisherigen Schauspielern der Kammerspiele, denn Löwenberg arbeitete fortan mit Darstellern „aus Ecuador und anderen lateinamerikanischen Staaten. Die aufgeführten Stücke, soweit sie vorliegen, erforderten eine relativ kleine Schauspielerzahl, die sich zwischen drei und maximal acht Personen bewegte.“ Aus dem alten Stamm blieb nur Vera Kohn-Kagan übrig, die die spanische Sprache erlernte, Sprach und Gesangsunterricht nahm und für einige Zeit auch zum Schauspielunterricht in die USA ging.
Kreuter berichtet von einer durchaus wechselvollen Geschichte des sich nun als Teatro de Camara präsentierenden Theaters, wobei Löwenberg jedoch auf die Unterstützung von offizieller Seite zählen konnte.

„Theaterliebhaber aus dem universitären Bereich, aus dem Institut Casa de la Cultura Ecuatoriana, zeitweise aus dem Erziehungsministerium und aus den Reihen der verantwortlichen Politiker der Stadt unterstützten die Bemühungen des Löwenbergschen Teatro de Camara, im Rahmen einer von ihm gegründeten Asociación Teatro Moderno Werke der Weltliteratur in Quito aufzuführen. Obwohl man sich mit der Auswahl der Stücke und der Art der Inszenierung in erster Linie nicht an ein breites Publikum wandte, sondern an den kleinen Kreis der künstlerisch interessierten Intellektuellen, gab es Aufführungen, die einer größeren Öffentlichkeit zugänglich wurden. Die Aufführungen fanden das Interesse der Presse, und Löwenberg erschien hier als die Person, die dem Theater in Quito überhaupt erst zum Durchbruch verholfen hatte ...“

Anders als in den Kammerspielen experimentierte Löwenberg nun mit Arbeitstechniken und Darstellungsformen; auf dem Spielplan standen zeitgenössische Stücke von Charles de Peyret-Chappuis, Eugene O’Neill, Thornton Wilder, Ugo Betti und Tennessee Williams, daneben aber auch Stücke von William Shakespeare oder Anton Tschechow. Zur Aufführung kamen darüber hinaus Stücke des ecuadorianischen Autors Demetrio Aguilera Malta und des Mexikaners Rodolfo Usigli. Nach Kreuter orientierte sich Löwenberg bei der Rollengestaltung an Konstantin Sergejewitsch Stanislawski und setzte auf „innere Wahrhaftigkeit“. Sich auf eine Veröffentlichung Löwenbergs aus dem Jahre 1954 stützend schreibt sie: „Es sollte ein »Theater ohne Illusion« sein, in dem die Schauspieler weder das Leben noch die Gefühle kopieren, sondern die Rolle ohne Ausschmückung vor dem Publikum leben.“
1955 inszenierte Karl Löwenberg Graham Greenes Stück The Living Room. Das dazugehörige Programmheft enthält eine der letzten Äußerungen Löwenbergs über seine Vorstellungen von Theater.

„Wenn das Theater kein ›Spiegel der Zeit‹ ist, ist es kein Theater. Damit meine ich nicht nur das Bühnenstück, sondern noch
mehr die Darstellung. Ich weiß, daß die Kunst niemals wirklich ›experimentel‹ ist. Experiment ist etwas Unvollkommenes in den Augen des Publikums. Aber während meines Lebens für das Theater habe ich immer neue Erfahrungen gesucht, vom Realismus bis hin zum Expressionismus. Das was unser Ensemble unter außerordentlichen Opfern in zwei Monaten mit Proben erreicht hat, kann das Publikum erleben. ›Living Room‹ wirft ein Problem unserer Tage auf: zwei fundamentale Kräfte, die Religion und die Wissenschaft, beide mit unserem politischen und sozialen Leben verbunden.“